# پتر اشتام
پتر اشتام یک نویسنده از سوئیس است. کتاب‌های پرفروش او به بیش از ۳۰ زبان دیگر ترجمه شد. او بخاطر سخت‌کوشی و پشتکارش برای داستان نویسی در سال ۲۰۱۳ برنده جایزه بوکر شد. همچنین در سال ۲۰۱۴ برنده جایزه معتبر فردریش هولدرلین شد.
پتر اشتام (به انگلیسی: Peter Stamm) در سال ۱۹۶۳ در سوئیس به دنیا آمد. پدرش حسابدار یک شرکت بود. پتر پس از پایان دبیرستان مدت سه سال به عنوان حسابدار کارآموزی کرد و پس از مدتی تصمیم گرفت وارد دانشگاه زوریخ شود. در دانشگاه زوریخ دوره‌های کوتاه مدت مختلفی چون ادبیات انگلیسی، کسب‌وکار و روانشناسی را گذراند و در این مدت به عنوان کارآموز در آسایشگاه روانی به کار مشغول شد. اشتام مدتی را در نیویورک، پاریس، و اسکاندیناوی به‌سر برد و سرانجام در سال ۱۹۹۰ به عنوان نویسنده و روزنامه‌نگار مستقل در زوریخ مستقر شد. اشتام مقالات زیادی را برای نشریات و مجلّات معتبر نوشته‌است. او برای نگارش نمایشنامه‌هایش مفتخر به دریافت جوایز ادبی بسیاری شد. لحن سرد و پراکنده‌گویی از ویژگی‌های سبک نگارش اوست. اشتام در سال ۲۰۰۳ رسماً به عضویت هیئت نویسندگان سوئیس درآمد. از این نویسنده در زبان فارسی کتاب‌های
روزی مثل امروز ترجمهٔ مریم مویدپور (۱۳۹۴)، یخبندان سیاه ترجمهٔ مونا حسینی (۱۳۹۳)، دو داستان در مجموعه‌داستان آسمان خیس ترجمهٔ محمود حسینی‌زاد (۱۳۹۲)، مجموعه‌داستان کوتاه ماه یخ‌زده ترجمهٔ مریم مویدپور (۱۳۹۲)، اگنس ترجمهٔ محمود حسینی‌زاد (۱۳۸۸) و تمام چیزهایی که جای‌شان خالی است ترجمهٔ صنوبر صراف‌زاده (۱۳۸۸)ترجمه شده‌است. نشر افق ناشر اختصاصی پتر اشتام در ایران است که تمام آثار این نویسنده را با خرید حق تکثیر منتشر کرده‌است.